# Orkater
Orkater ist eine seit 1972 bestehende niederländische Theaterkompanie aus Musikern, Theatermachern und Künstlern, welche Musiktheater auf die Bühne bringen.

## Geschichte
Im Jahr 1971 gründeten die Brüder Dick Hauser (Regisseur und Drehbuchschreiber) und Rob Hauser (Saxofonist und Komponist) das Nederlandse Hauser Kamerorkest. Weitere Mitglieder waren Eddie B. Wahr (Perkussion), Gerard Atema (Klavier) und Thijs van der Poll (Gitarrist und Komponist).
Als ein Jahr später, ebenfalls in Amsterdam, das Musiktheater Hauser Orkater gegründet wurde, kamen noch Chris Bolczek (Gesang, Schauspiel und Bühnenbild), Jim van der Woude (Tanz und Pantomime), die Brüder Marc, Vincent und Alex van Warmerdam sowie Josée van Iersel (Gesang) hinzu.
Der erste Teil des Namens Hauser Orkater ist der Nachname der Gründer; die zweite Silbe ist ein Kofferwort, gebildet aus „Orkester“ (Orchester) und „Theater“. Zunächst spielte Hauser Orkater in IJmuiden und Umgebung. Der Durchbruch kam, als sie am 4. März 1974 ihre Produktion Op Avontuur (etwa: Auf Abenteuerreise) im Amsterdamer Shaffy Theater auf die Bühne brachten. Diese Vorstellungen boten einen kontinuierlichen Fluss von Musik, Bildern und Theaterelementen, welcher zu einem neuen Musiktheaterkonzept verwoben wurde. Die Aufführungen kreisten oft um ein bestimmtes Thema und es gab regelmäßige Interaktionen mit anderen Medien, Schauspielern, Musikern (etwa Rockbands) und Künstlern. Diese Mischung aus absurdem Theater, Bildern und Popmusik war sowohl in den Niederlanden als auch im Ausland ein großer Erfolg. Größere Bekanntheit erlangte das 1979 auf die Bühne gebrachte Stück Zie de mannen vallen (mit einer auf Deutsch gesungenen Einlage). Begleitende Hilfe erhielt die Truppe durch die Produktionsfirma und Tourveranstalter Harlekijn des Künstlers Herman van Veen.
1980 löste sich Hauser Orkater auf und teilte sich auf in De Horde (1981–84) und eine Truppe um  Alex van Warmerdam namens De Mexicaanse Hond, welche gemeinsam unter dem Dach der Stichting Orkater stehen. Bis auf die Produktionen von Alex van Warmerdam werden alle Vorstellungen mit dem Namen Orkater auf die Bühne gebracht. Stücke, die ab 2009 geschrieben und aufgeführt werden, laufen unter dem Namen Orkater/De Nieuwkomers.
Orkater tritt sowohl auf Theaterbühnen wie auch auf Festivals im In- und Ausland auf und betreibt ein eigenes CD-Label (Starling Records). Eine Reihe von Aufführungen wurden für das Fernsehen adaptiert.

## Mitglieder von Hauser Orkater 1972–1980
- Gerard Atema
- Chris Bolczek
- Rob Boonzajer Flaes ab 1975
- Willem Hagen 1974–1978
- Rob Hauser
- Dick Hauser
- Josée van Iersel 1972–1974
- Peer Mascini
- Thijs van der Poll
- Eddie B. Wahr
- Alex van Warmerdam
- Marc van Warmerdam
- Vincent van Warmerdam
- Jim van der Woude

## Theatermacher Orkater 1980 bis heute
(nicht vollständig)
- Michiel de Regt
- Kaspar Schellingerhout
- Viktor Griffioen
- Erik van der Horst
- Alex van Warmerdam
- Marc van Warmerdam
- Vincent van Warmerdam
- Geert Lageveen
- Leopold Witte
- Ria Marks
- Titus Tiel Groenestege
- Gijs de Lange
- Porgy Franssen
- Gijs Scholten van Aschat
- Peter Blok
- Thijs van der Poll
- Eddie B. Wahr
- Dirk Groeneveld
- Kees van der Vooren
- Chris Bolczek
- Gerard Atema
- Jim van der Woude
- Dick Hauser
- Rob Hauser